# 第34回アカデミー賞
第34回アカデミー賞（だい34かいアカデミーしょう）は1962年4月9日に発表・授賞式が行われた。司会はボブ・ホープ。

## 式典
1961年度のアカデミー賞では、11部門にノミネートされていた『ウエスト・サイド物語』が作品賞・監督賞など10部門を受賞し、圧勝となった。
この年の授賞式では、ニューヨークのキャブ・ドライバーであったスタン・バーマン (Stan Berman) という人物が、多くのセキュリティ・ガードを振り払って舞台に上がり、司会のボブ・ホープに手作りのオスカーを渡すという事件があった。
また、外国語映画賞に木下惠介の『永遠の人』がノミネートされたが、受賞はならなかった。

## 候補と受賞の一覧
太字は受賞である。また、以下での人名表記は
1. 作品の日本語公式情報およびAMPAS公式サイトの日本版とWOWOWによる授賞式放送での表記に準ずる。
2. 見当たらない場合はデータベースサイトなどを参考。
3. それでもない場合は英語表記のままとする。

| 作品賞 | 監督賞 |
| --- | --- |
| - 『ウエスト・サイド物語』 - 『ファニー』 - 『ニュールンベルグ裁判』 - 『ハスラー』 - 『ナバロンの要塞』 | - ジェローム・ロビンズ、ロバート・ワイズ – 『ウエスト・サイド物語』 - スタンリー・クレイマー – 『ニュールンベルグ裁判』 - フェデリコ・フェリーニ – 『甘い生活』 - J・リー・トンプソン – 『ナバロンの要塞』 - ロバート・ロッセン – 『ハスラー』 |
| 主演男優賞 | 主演女優賞 |
| - マクシミリアン・シェル – 『ニュールンベルグ裁判』 - シャルル・ボワイエ – 『ファニー』 - ポール・ニューマン – 『ハスラー』 - スペンサー・トレイシー – 『ニュールンベルグ裁判』 - スチュアート・ホイットマン – 『愛の絆』 | - ソフィア・ローレン – 『ふたりの女』 - オードリー・ヘプバーン – 『ティファニーで朝食を』 - パイパー・ローリー – 『ハスラー』 - ジェラルディン・ペイジ – 『肉体のすきま風』 - ナタリー・ウッド – 『草原の輝き』 |
| 助演男優賞 | 助演女優賞 |
| - ジョージ・チャキリス – 『ウエスト・サイド物語』 - モンゴメリー・クリフト – 『ニュールンベルグ裁判』 - ピーター・フォーク – 『ポケット一杯の幸福』 - ジャッキー・グリーソン – 『ハスラー』 - ジョージ・C・スコット – 『ハスラー』 | - リタ・モレノ –『ウエスト・サイド物語』 - フェイ・ベインター – 『噂の二人』 - ジュディ・ガーランド – 『ニュールンベルグ裁判』 - ロッテ・レーニャ – 『ローマの哀愁』 - セルマ・リッター – 『肉体のすきま風』 |
| 脚本賞 | 脚色賞 |
| - 『草原の輝き』 – ウィリアム・インジ - 『甘い生活』 – フェデリコ・フェリーニ、トゥリオ・ピネッリ、エンニオ・フライアーノ、ブルネッロ・ロンディ - 『誓いの休暇』 – ワレンチン・エジョフ、グリゴーリ・チュフライ - 『ロベレ将軍』 – セルジオ・アミディ、ディエゴ・ファッブリ、インドロ・モンタネッリ - 『恋人よ帰れ』 – スタンリー・シャピロ、ポール・ヘニング | - 『ニュールンベルグ裁判』 – アビー・マン - 『ウエスト・サイド物語』 – アーネスト・レーマン - 『ティファニーで朝食を』 – ジョージ・アクセルロッド - 『ナバロンの要塞』 – カール・フォアマン - 『ハスラー』 – ロバート・ロッセン、シドニー・キャロル |
| 外国語映画賞 | |
| - 『鏡の中にある如く』 (スウェーデン) - 『永遠の人』 (日本) - Harry og kammertjeneren (デンマーク) - Plácido (スペイン) - 『価値ある男』 (メキシコ) | |
| 長編ドキュメンタリー映画賞 | 短編ドキュメンタリー映画賞 |
| - 『空と泥』 - 『ローマ・オリンピック1960』 | - Project Hope - Breaking the Language Barrier - Cradle Genius - Kahl - L’ Uomo in grigio |
| 短編実写映画賞 | 短編アニメ映画賞 |
| - Seawards the Great Ships - Play Ball! - The Face of Jesus - Rooftops of New York - Very Nice, Very Nice | - 『代用品』 - Aquamania - Beep Prepared - Nelly's Folly - The Pied Piper of Guadalupe |
| ドラマ・コメディ映画音楽賞 | ミュージカル映画音楽賞 |
| - 『ティファニーで朝食を』 – ヘンリー・マンシーニ - 『エル・シド』 – ミクロス・ローザ - 『ファニー』 – モリス・W・ストロフ、ハリー・サックマン - 『肉体のすきま風』 – エルマー・バーンスタイン - 『ナバロンの要塞』 – ディミトリ・ティオムキン | - 『ウエスト・サイド物語』 – ソウル・チャップリン、ジョニー・グリーン、シド・ラミン、アーウィン・コスタル - 『おもちゃの王国』 – ジョージ・ブランズ - 『フラワー・ドラム・ソング』 – アルフレッド・ニューマン、ケン・ダービー - Khovanshchina – ディミトリ・ショスタコヴィッチ - 『パリの旅愁』 – デューク・エリントン |
| 歌曲賞 | 録音賞 |
| - ｢ムーン・リバー｣（『ティファニーで朝食を』） – ヘンリー・マンシーニ（作曲）、ジョニー・マーサ（作詞） - "Bachelor in Paradise"（Bachelor in Paradise） – ヘンリー・マンシーニ（作曲）、マック・デヴィッド（作詞） - "Love Theme from El Cid (The Falcon and the Dove)"（『エル・シド』） – ミクロス・ローザ（作曲）、ポール・フランシス・ウェブスター - "Pocketful of Miracles"（『ポケット一杯の幸福』） – ジミー・ヴァン・ヒューゼン（作曲）、サミー・カーン（作詞） - "Town Without Pity"（『非情の町』） – ディミトリ・ティオムキン（作曲）、ネッド・ワシントン（作詞） | - 『ウエスト・サイド物語』 – ゴードン・E・ソーヤー、フレッド・ハインズ - 『罠にかかったパパとママ』 – ロバート・O・クック - 『噂の二人』 – ゴードン・E・ソーヤー - 『フラワー・ドラム・ソング』 – ウォルドン・O・ワトソン - 『ナバロンの要塞』 – ジョン・コックス |
| 美術賞 (白黒) | 美術賞 (カラー) |
| - 『ハスラー』 – ハリー・ホーナー（美術）、ジーン・キャハラン（装置） - 『ニュールンベルグ裁判』 – ルドルフ・スターナド（美術）、ジョージ・ミロ（装置） - 『うっかり博士の大発明 フラバァ』 – キャロル・クラーク（美術）、エミール・クーリ（装置）、ハル・ガスマン（装置） - 『甘い生活』 – ピエロ・ゲラルディ（美術・装置） - 『噂の二人』 – フェルナンド・キャリー（美術）、エドワード・G・ボイル（装置） | - 『ウエスト・サイド物語』 – ボリス・レヴェン（美術）、ヴィクター・A・ガンジェリン（装置） - 『ティファニーで朝食を』 – ハル・ペレイラ（美術）、ロナルド・アンダーソン（美術）、サム・コマー（装置）、レイ・モイヤー（装置） - 『フラワー・ドラム・ソング』 – アレクサンダー・ゴリツィン（美術）、ジョセフ・ライト（美術）、ハワード・ブリストル（装置） - 『エル・シド』 – ヴェニエロ・コラサンティ（美術・装置）、ジョン・ムーア（美術・装置） - 『肉体のすきま風』 – ハル・ペレイラ（美術）、ウォルター・テイラー（美術）、サム・コマー（装置）、アーサー・クラムズ（装置） |
| 撮影賞 (白黒) | 撮影賞 (カラー) |
| - 『ハスラー』 – ユージン・シャフタン - 『ニュールンベルグ裁判』 – アーネスト・ラズロ - 『ワン、ツー、スリー』 – ダニエル・ファップ - 『うっかり博士の大発明 フラバァ』 – エドワード・コールマン - 『噂の二人』 – フランツ・プラナー | - 『ウエスト・サイド物語』 – ダニエル・ファップ - A Majority of One – ハリー・ストラドリング - 『ファニー』 – ジャック・カーディフ - 『フラワー・ドラム・ソング』 – ラッセル・メティ - 『片目のジャック』 – チャールズ・ラング・Jr |
| 衣裳デザイン賞 (白黒) | 衣裳デザイン賞 (カラー) |
| - 『甘い生活』 – ピエロ・ゲラルディ - Claudelle Inglish – ハワード・シュープ - 『ニュールンベルグ裁判』 – ジーン・ルイス - 『噂の二人』 – ドロシー・ジーキンス - 『用心棒』 – 村木与四郎 | - 『ウエスト・サイド物語』 – アイリーン・シャラフ - 『裏街』 – ジーン・ルイス - 『おもちゃの王国』 – ビル・トーマス - 『フラワー・ドラム・ソング』 – アイリーン・シャラフ - 『ポケット一杯の幸福』 – イディス・ヘッド、ウォルター・プランケット |
| 編集賞 | 視覚効果賞 |
| - 『ウエスト・サイド物語』 – トーマス・スタンフォード - 『罠にかかったパパとママ』 – フィリップ・W・アンダーソン - 『ファニー』 – ウィリアム・H・レイノルズ - 『ニュールンベルグ裁判』 – フレデリック・ナッズソン - 『ナバロンの要塞』 – アラン・オスビストン | - 『ナバロンの要塞』 – ビル・ウォリントン、ヴィヴィアン・C・グリーンハム - 『うっかり博士の大発明 フラバァ』 – ロバート・A・マッティ、ユースタス・ライセット |

### アカデミー名誉賞
- ウィリアム・L・ヘンドリックス
- フレッド・L・メッツラー
- ジェローム・ロビンズ

### アービング・G・タルバーグ賞
- スタンリー・クレイマー

### ジーン・ハーショルト友愛賞
- ジョージ・シートン

### プレゼンター
| プレゼンター             | 賞                               |
| ------------------------ | -------------------------------- |
| エディ・アルバート       | 衣裳デザイン賞                   |
| ダイナ・メリル           | 衣裳デザイン賞                   |
| フレッド・アステア       | 作品賞                           |
| キャロル・ベイカー       | 美術賞                           |
| リチャード・チェンバレン | 美術賞                           |
| チャールズ・ブラッケット | ジーン・ハーショルト友愛賞       |
| マクドナルド・キャリー   | 視覚効果賞                       |
| シャーリー・ナイト       | 視覚効果賞                       |
| ジョージ・チャキリス     | ドキュメンタリー映画賞           |
| キャロリン・ジョーンズ   | ドキュメンタリー映画賞           |
| シド・チャリシー         | 音楽賞                           |
| トニー・マーティン       | 音楽賞                           |
| ウェンデル・コーリー     | 名誉賞 (フレッド・L・メッツラー) |
| ジョーン・クロフォード   | 主演男優賞                       |
| ヴィンス・エドワーズ     | 撮影賞                           |
| シェリー・ウィンタース   | 撮影賞                           |
| アンソニー・フランシオサ | 録音賞                           |
| ジョアン・ウッドワード   | 録音賞                           |
| アーサー・フリード       | アービング・G・タルバーグ賞      |
| ジョージ・ハミルトン     | 短編アニメ映画賞・短編実写映画賞 |
| グリニス・ジョンズ       | 短編アニメ映画賞・短編実写映画賞 |
| ロック・ハドソン         | 助演女優賞                       |
| エリック・ジョンストン   | 外国語映画賞                     |
| シャーリー・ジョーンズ   | 助演男優賞                       |
| ジーン・ケリー           | 名誉賞 (ジェローム・ロビンズ)    |
| バート・ランカスター     | 主演女優賞                       |
| ジャック・レモン         | 脚本賞・脚色賞                   |
| リー・レミック           | 脚本賞・脚色賞                   |
| デビー・レイノルズ       | 歌曲賞                           |
| ロザリンド・ラッセル     | 監督賞                           |

## 参照
1. ↑  http://imdb.com/Sections/Awards/Academy_Awards_USA/1962
2. ↑  “第34回アカデミー賞 (1962) 受賞・ノミネート”. oscars.org. 2015年1月2日閲覧。